# Cyphocerastis elegans
Cyphocerastis elegans är en insektsart som beskrevs av Willy Adolf Theodor Ramme 1929. Cyphocerastis elegans ingår i släktet Cyphocerastis och familjen gräshoppor. Inga underarter finns listade i Catalogue of Life.